# تيرير
بلدية تيرير (بالإسبانية: Terrer) هي بلدية تقع في مقاطعة سرقسطة التابعة لمنطقة أراغون شمال شرق إسبانيا.

## الديموغرافيا
بلغ عدد سكان بلدية تيرير 500 نسمة عام 2011 (وفقاً للمعهد الوطني الإسباني للإحصاء).
| 708 | 665 | 601 | 569 | 541 | 526 | 500 |